# Знаки царств, и государств, и мест, и украин, которые под которым знамением небесным двунадесяти зодий лежат
«Знаки царств, и государств, и мест, и украин, который под которым знамением небесным двунадесяти зодий лежат» — памятник древнерусской литературы конца XVII века.

## История создания и перевод

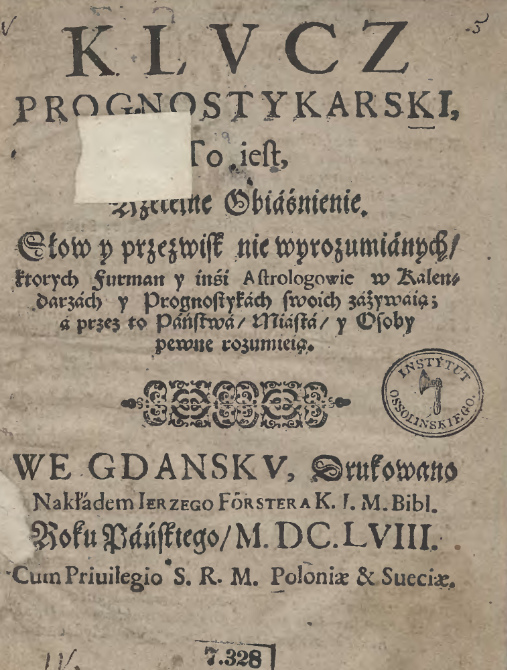
Титульный лист польского издания 1658 года Klucz Prognostykarski

Переведено в том же веке с польского издания под названием Klucz Prognostykarski, To iest Rzetelne Obiaśnienie Słow y przezwisk nie wyrozumianych, ktorych Furman y inśi Astrologowie w Kalendarzach y Prognostykach swoich zażywaią, a przez to Państwa, Miasta, y Osoby pewne rozumieią. Польский оригинал не содержал иллюстраций. Распространялось в списках и лицевых списках с иллюстрациями знаков Зодиака, которым в духе барочных аллегорий уподобляются странам мира. Дореволюционное издание так описывало начало текста: «Начало: Под овеном. Немецкая земля, Франция, Англия, Малая Польша, Бургундия Высокая, Швабская земля».
Перевод произведения известен в Космографии с прибавлениями, рукописях географических сборников. Кроме дополнений к Хронографу 1696 года (утерян) известны следующие списки перевода:
1. Российская государственная библиотека, собрание Ундольского, № 1185, конец XVII века (лицевой);
2. ИРЛИ, Древлехранилище, опись 23, № 262, 1680-е года (лицевой);
3. Государственный исторический музей, Синод, собрание, № 126, конец XVII века (лицевой);
4. Библиотека Российской академии наук, 16. 4. 2, начало XVIII века[3].